# Тритшер, Михаэль
Михаэль Тритшер (нем. Michael Tritscher, род. 6 ноября 1965 года, Шладминг) — австрийский горнолыжник, призёр Олимпийских игр, победитель этапов Кубка мира. Специализировался в слаломе. 
В Кубке мира Тритшер дебютировал 21 марта 1987 года, в марте 1991 года одержал свою первую в карьере победу на этапе Кубка мира, в слаломе. Всего имеет на своём счету 3 победы на этапах Кубка мира, все в слаломе. Лучшим достижением в общем зачёте Кубка мира, является для Тритшера 14-е место в сезоне 1994/95.
На Олимпийских играх 1992 года в Альбервиле завоевал бронзовую медаль в слаломе, лишь 0,18 секунды проиграв в борьбе за серебро знаменитому итальянцу Альберто Томбе.
За свою карьеру участвовал в одном чемпионате мира, на чемпионате мира 1989 года занял 7-е место в комбинации.
Завершил спортивную карьеру в 1998 году. В дальнейшем работал лыжным инструктором в родном Шладминге.

## Победы на этапах Кубка мира (3)
| № | Сезон   | Дата        | Место       | Дисциплина |
| - | ------- | ----------- | ----------- | ---------- |
| 1 | 1990/91 | 2 мар 1991  | Лиллехаммер | Слалом     |
| 2 | 1994/95 | 19 фев 1995 | Фурано      | Слалом (2) |
| 3 | 1995/96 | 19 ноя 1995 | Бивер-Крик  | Слалом (3) |